# Fagraea macroscypha
Fagraea macroscypha är en gentianaväxtart som beskrevs av John Gilbert Baker. Fagraea macroscypha ingår i släktet Fagraea och familjen gentianaväxter. Inga underarter finns listade i Catalogue of Life.